# Bäke (Oberhavel)
Die Bäke ist ein kleines Fließgewässer, das aus Richtung Stolzenhagen über Schmachtenhagen kommt und etwa 3 Kilometer weiter in den Stint- oder Stinegraben, der Grabowsee und Lehnitzsee verbindet, mündet. In Schmachtenhagen (Ortskern) unterquert die Bäke die Straße Am Dorfanger und die Dorfstraße unter der Brücke am Elsenbusch. Die Bäke ist an einigen Stellen nicht mehr als etwa knietief. Bis Schmachtenhagen begleitet sie Ackerland, danach bis zur Mündung Wald.
Zufluss bildet der Kuhbrückengraben und einige unbenannte Gräben, speziell die der Landwirtschaft dienen. In Höhe der Kolonie West von Stolzenhagen mündet der unbedeutende Graben Kolonie West ein.